# Базен, Жак Ригомер
Жак Ригомер Базен (фр. Jacues Rigomer Bazin; 1771, Ле-Ман — 20 января 1820) — французский юрист, публицист и политик. Во время революции был главой партии так называемых базинистов и восставал против господствовавшего тогда террора, вследствие чего его арестовали и перевезли в Париж. Получив свободу после низвержения Робеспьера, он вернулся в Ле-Ман, где издавал два демократических журнала[уточнить], оба из которых были запрещены Директорией. В 1812 г., по подозрению в участии в заговоре генерала Мале, он был снова арестован и выпущен только при реставрации. Во время Ста дней он издал призыв к восстанию против занявших Париж иностранных войск. Базен был убит на дуэли с одним молодым офицером 20 января 1820 г. Его политические памфлеты изданы под общим названием: «Lynx» и «Snite du Lynx»; кроме того, он написал мелодраму: «Jacqueline d’Olzbourg» (1803 г.), трагедию «Charlemagne» (1807 г.), повесть «Seide» (1816 г.) и др.